# 张士垍
张士垍，直隸通州人，清朝政治人物。
舉人出身。康熙四十五年（1706年），接替梁文煜任福建永安县知县。